# Aguilar (Pangasinan)
Aguilar ist eine Stadtgemeinde in der philippinischen Provinz Pangasinan. Im Süden grenzt sie an die Provinz Zambales. Im Jahre 2015 zählte sie 41.463 Einwohner. Aguilar wurde 1806 gegründet und wird vom Fluss Agno durchquert. Das Gelände ist im Tal sehr flach und steigt Richtung Westen zu den Bergen langsam an. 
Aguilar ist in folgende 16 Baranggays aufgeteilt:
| - Bayaoas - Baybay - Bocacliw - Bocboc East - Bocboc West - Buer - Calsib - Laoag | - Manlocboc - Ninoy - Panacol - Poblacion - Pogomboa - Pogonsili - San Jose - Tampac |